# Pave Penny

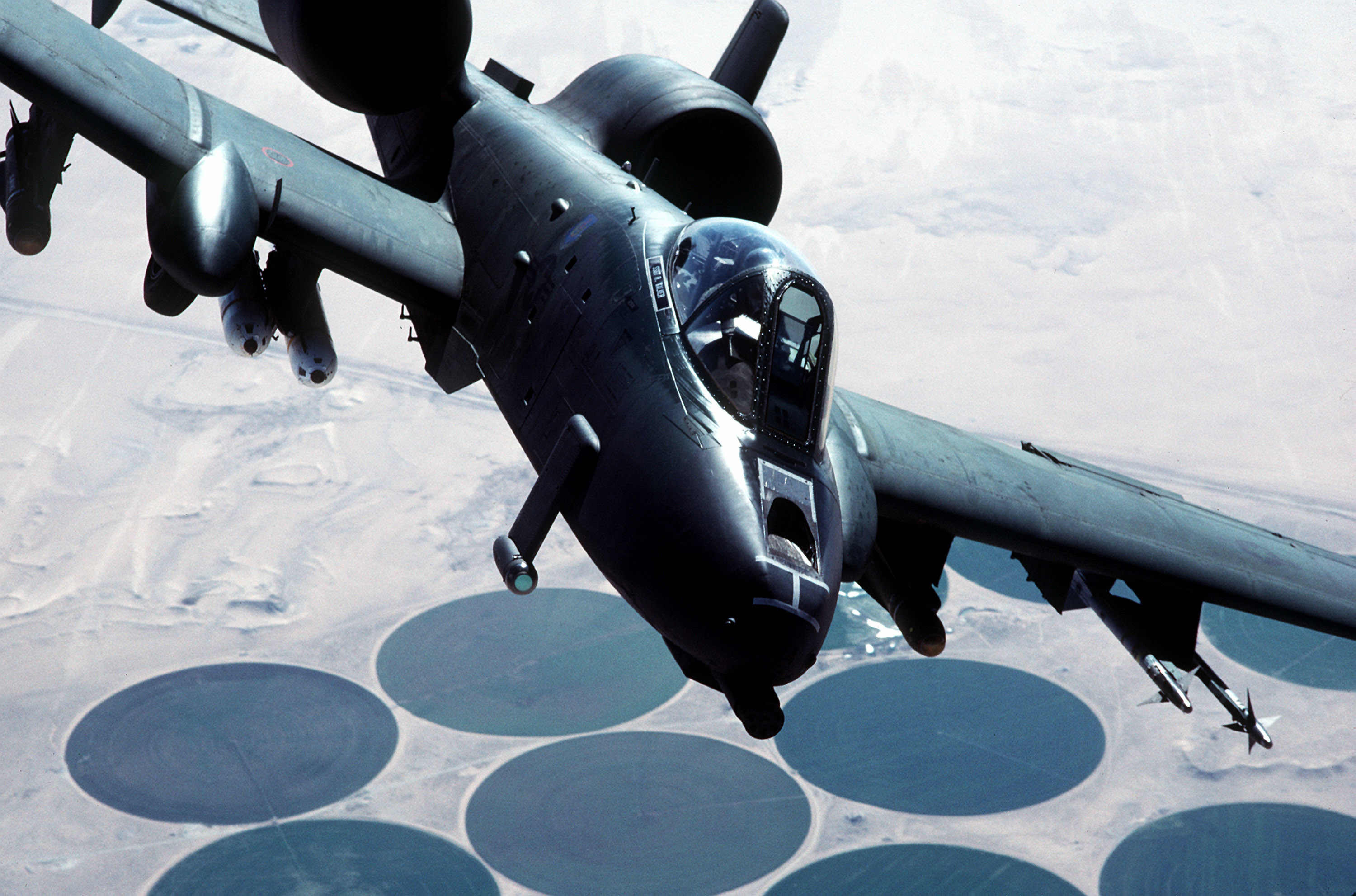
Pave Penny-System an einer A-10A, wo es sich unterhalb des Cockpits an der rechten Rumpfseite befindet

Das AN/AAS-35V Pave Penny-System ist ein von der amerikanischen Rüstungsfirma Lockheed-Martin produzierter Lasersensor. Der in Luftfahrzeugen verwendete Sensor zeigt dem Piloten im Head-Up-Display Reflexionen von Laserstrahlen an, die dieser dann bekämpfen kann. Da Pave Penny nicht selber Laserstrahlung emittiert, sondern nur ein passiver Sensor ist, kann mit dem System keine lasergelenkte Waffe ins Ziel geleitet werden. Zur besseren Unterscheidbarkeit bei mehreren am Boden angeleuchteten Zielen kann der Laserstrahl mit einem aus vier Ziffern bestehenden Code versehen werden, der ebenfalls im Flugzeug angezeigt wird. Aufgrund der Auslegung als passiver Sensor kann die Entfernung zum Ziel nicht bestimmt werden.
Der Sensor hat eine Länge von 78 cm und wiegt 14,5 kg.
Das System wurde bei der United States Air Force in den Flugzeugtypen Fairchild-Republic A-10 und Vought A-7 eingesetzt. Die Luftwaffe von Singapur setzt den Sensor an Flugzeugen des Typs A-4SU Super Skyhawk ein. Pave Penny wird mittlerweile als veraltet angesehen und durch fortschrittlichere Systeme ersetzt.